# Новікова Людмила Євгенівна
Людмила Євгенівна Новікова (нар. 29 жовтня 1961, Боярка) — українська науковиця-кінознавиця, педагог. Кандидат мистецтвознавства (2013). Кавалер ордена княгині Ольги III ступеня (2021). Діячка кінофестивальної індустрії, дослідниця історії та проблем українського та світового кіномистецтва.
Майже 15 років працювала в дирекції Київського міжнародного кінофестивалю «Молодість» (1989—1993; 1998—2008), очолювала відділ програм. Понад 15 років роботи присвятила Інституту мистецтвознавства, фольклористики та етнології імені Максима Рильського НАН України (з 2008).
З 2014 року — науково-педагогічна працівниця Київського національного університету театру, кіно і телебачення імені Івана Карпенка-Карого, з 2023 року — завідувачка кафедри продюсерства аудіовізуального мистецтва та виробництва.

## Життєпис

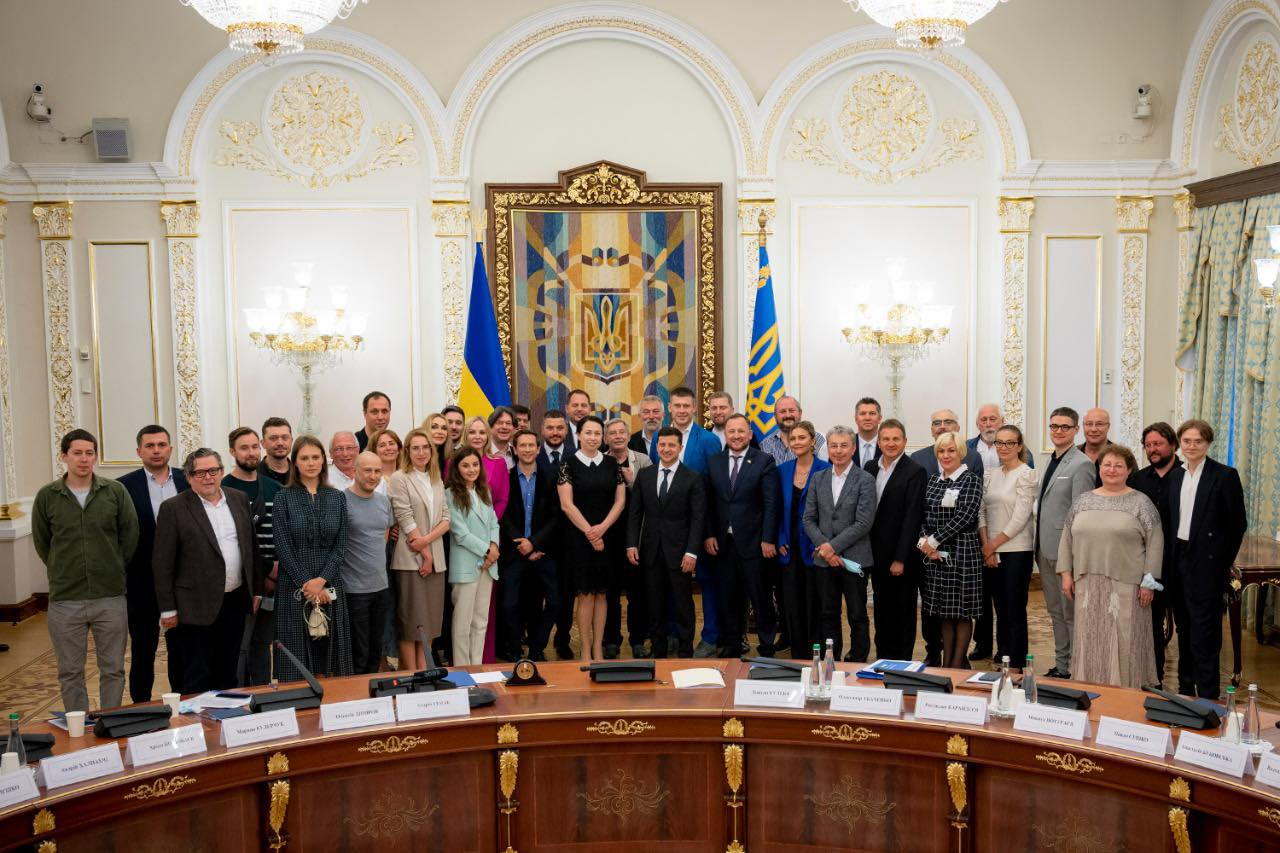
Учасники наради у Президента України щодо стану справ в українській кіноіндустрії, травень 2021 року; Людмила Новікова — третя справа

Народилась 29 жовтня 1961 року в місті Боярка на Київщині.
У 1987 році з відзнакою закінчила кафедру кінознавства Київського державного інституту театрального мистецтва імені Івана Карпенка-Карого. Тоді ж очолила відділ зарубіжного кіно часопису «Новини кіноекрана».
У 1989—1993 роках паралельно працювала у дирекції Київського міжнародного кінофестивалю «Молодість». Протягом року (1993—1994) очолювала відділ інформації, реклами і пропаганди Департаменту кінематографії Міністерства культури України.
З 1994 року — голова аудіовізуального департаменту Інституту культурної політики. У 1998 році повернулась до складу дирекції кінофестивалю «Молодість», очоливши відділ програм.
У 2008—2021 роках — наукова співробітниця відділу кінознавства (пізніше — екранно-сценічних мистецтв і культурології) Інституту мистецтвознавства, фольклористики та етнології імені Максима Рильського НАН України, з 2013 року — вчений секретар відділу. Тоді ж здобула науковий ступінь кандидата мистецтвознавства, захистивши дисертацію на тему «Український кінематограф і процеси національної ідентифікації на рубежі XX-ХХІ століть».
З 2014 року — науково-педагогічна працівниця, доцент кафедри кінознавства Київського національного університету театру, кіно і телебачення імені Івана Карпенка-Карого. У 2023 році очолила кафедру продюсерства аудіовізуального мистецтва та виробництва.

## Наукова та громадська діяльність
Авторка понад 100 наукових робіт, публікацій у пресі. Працюючи в дирекції та відбірковій комісії кінофестивалю «Молодість», здійснювала відбіркову роботу на Каннському, Венеційському, Берлінському кінофестивалях тощо. На посаді директора відділу програм «Молодості» організувала візити до Києва Маріо Монічеллі, Етторе Сколи, Софі Лорен, Франческо Мазеллі тощо. У своїй кандидатській дисертації 2013 року узагальнила підсумки дослідження українського та світового кінематографу в процесі роботи на світових кінофестивалях.
Членкиня Національної спілки кінематографістів України, Спілки кінокритиків України, Міжнародної федерації кінопреси (ФІПРЕССІ). У 2014 році представляла Україну на Генеральній асамблеї ФІПРЕССІ в місті Барі, Італія. У 2015—2019 роках — членкиня Українського Оскарівського комітету. З 2021 року — експертка з акредитації освітніх програм Національного агентства із забезпечення якості вищої освіти.
У 2021 році нагороджена орденом княгині Ольги III ступеня «за значний особистий внесок у розвиток кіномистецтва, вагомі творчі здобутки, високу професійну майстерність та з нагоди 50-річчя від заснування Київського міжнародного кінофестивалю „Молодість“».

## Науковий доробок (частковий)
- Новікова Л. Є. Кінематографічний імідж України й українців: західна складова // Науковий вісник КНУТКіТ імені І. К. Карпенка-Карого: зб. наук. праць. — Київ, 2009. — Вип. 4-5. — С. 202—215.
- Новікова Л. Є. Ідентифікація сучасного українського кінематографа в світі // Науковий вісник КНУТКіТ імені І. К. Карпенка-Карого: зб. наук. праць. — Київ, 2010. — Вип. 4-5. — С. 102—110.
- Новікова Л. Є. Кінофестиваль «Молодість» як віддзеркалення генези національного кінопростору України // Науковий вісник КНУТКіТ імені І. К. Карпенка-Карого: зб. наук. праць. — Київ, 2011. — Вип. 9. — С. 120—133.
- Новікова Л. Є. Типологія структур національної ідентифікації в екранному середовищі // Українське мистецтвознавство: матеріали, дослідження, рецензії: зб. наук. праць / голов. ред. Г. Скрипник; НАНУ, ІМФЕ ім. М. Т. Рильського. — 2011. — Вип. 11. — С. 330—335.
- Новікова Л. Є. Роль сучасної української кінодокументалістики в моделюванні національної ідентичності // Мистецтвознавство України. — 2012. — Вип. 12. — С. 147—155.
- Новікова Л. Є. Телебачення // Медіаосвіта і медіаграмотність / Ред. упор. В. Ф. Іванов, О. В. Волошенюк; за науковою редакцією В. В. Різуна. — Київ: Центр Вільної Преси, 2013. — С. 144—153.
- Новікова Л. Є. Інтеграція українського кінематографа у світовий кінопроцес // Стратегії дослідження екранних медіа / НАН України; ІМФЕ ім. М. Т. Рильського. — К. : 2013. (Наукові студії ІМФЕ; Вип. 7). — С. 339—351.
- Новікова Л. Є. Зміна парадигми кінематографічної шевченкіани // Науковий вісник КНУТКіТ імені І. К. Карпенка-Карого / зб. наук. праць. — 2014. — Вип. 14. — С. 181—188.
- Новікова Л. Є. Справа про «контрреволюційну діяльність» актора Миколи Надемського (за матеріалами Державного архіву Одеської області) // Науковий вісник КНУТКіТ імені І. К. Карпенка-Карого / зб. наук. праць. — 2015. — Вип. 16.
- Сергій Параджанов і Україна. Збірник статей і документів / Л. Новікова // Науковий вісник Київського національного університету театру, кіно і телебачення імені І. К. Карпенка-Карого. — 2015. — Вип. 17. — С. 146—148.
- Степан Шагайда очима сина / Л. Новікова // Науковий вісник Київського національного університету театру, кіно і телебачення імені І. К. Карпенка-Карого. — 2016. — Вип. 18. — С. 162—169.
- «Шкідником, шпигуном і тому подібною наволоччю ніколи не був і не буду» / Л. Новікова // Науковий вісник Київського національного університету театру, кіно і телебачення імені І. К. Карпенка-Карого. — 2016. — Вип. 19. — С. 220.
- Історія творчої особистості в контексті доби «Великого терору» / Л. Є. Новікова // Науковий вісник Київського національного університету театру, кіно і телебачення імені І. К. Карпенка-Карого. — 2017. — Вип. 20. — С. 206—216.
- Українська історія в кінофільмах: посібник для вчителя / Волошенюк О. В, Мокрогуз О. П., Новікова Л. Є., Тримбач С. В, Черков Г. А. / За редакцією Волошенюк О. В., Іванова В. Ф. — Київ: ЦВП, АУП, 2018. — 57 с.
- Кінофільм на уроках мистецтва і історії / О. В. Волошенюк, Л. Є. Новікова // Мистецтво та освіта. — 2019. — № 1. — С. 46-50.
- «Місту Сталіно не потрібний український театр» (Справа про «український націоналізм» актора В. М. Добровольського) / Л. Є. Новікова // Науковий вісник Київського національного університету театру, кіно і телебачення імені І. К. Карпенка-Карого. — 2019. — Вип. 24. — С. 192—210.
- Творчість кінокомпозиторів у контексті міжнародних кінофестивалів / Л. Новікова // Народна творчість та етнологія. — 2021. — № 2. — С. 107—112.
- Динаміка зміни іміджу України в аудіовізуальному мистецтві XXI століття / Л. Новікова // Матеріали до української етнології. — 2022. — Вип. 21. — С. 112—116.